# Register (Verwaltung)
Ein Register bezeichnet Datenbestände der öffentlichen Verwaltung, die Informationen beinhalten, die für das Erbringen einer Verwaltungsleistung erforderlich sind und/oder zur Unterstützung von administrativen und politischen Entscheidungen sowie für die amtliche Statistik genutzt werden.

## Übersicht über ausgewählte Register in Deutschland
- Antiterrordatei
- Ausländerzentralregister (AZR)
- Bundesarztregister
- Bundeszentralregister (BZR)
- Deutsches Hämophilieregister (DHR)
- Deutsches Kinderkrebsregister (DKKR)
- DIVI-Intensivregister
- Elektronische Lohnsteuerabzugsmerkmale (ELStAM)
- Erziehungsregister
- EudraCT
- EudraVigilance
- EU-Emissionshandelsregister
- EURODAC
- Europol Information System (EIS)
- Fahreignungsregister (FAER)
- Gemeinsame Normdatei (GND)
- Genossenschaftsregister (GnR)
- Gesellschaftsregister (GsR)
- Gewerbezentralregister (GZR)
- Grundbuch
- Handelsregister
- Handwerksrolle
- Herkunftssicherungs- und Informationssystem für Tiere (HI-Tier)
- Krebsregister
- Krisenvorsorgeliste (ELEFAND)
- Lehrlingsrolle
- Liegenschaftskataster
- Lobbyregister
- Luftfahrzeugrolle
- Marktstammdatenregister (MaStR)
- Melderegister
- Nationales Waffenregister (NWR)
- Partnerschaftsregister (PR)
- Personenstandsregister
- Rechtsanwaltsverzeichnis
- Rechtsdienstleistungsregister
- Schiffsregister
- Schuldnerverzeichnis
- Sorgeregister
- Sortenliste
- Stiftungsregister
- Tarifregister
- Transparenzregister
- Unternehmensregister
- Vereinsregister (VR)
- Verkehrsunternehmensdatei
- Visa-Informationssystem (VIS)
- Wettbewerbsregister
- Zentrale Expositionsdatenbank (ZED)
- Zentrales Fahrerlaubnisregister (ZFER)
- Zentrales Fahrzeugregister (ZFZR)
- Zentrales Knochenmarkspender-Register Deutschland (ZKRD)
- Zentrales Staatsanwaltschaftliches Verfahrensregister (ZStV)
- Zentrales Testamentsregister (ZTR)
- Zentrales Vorsorgeregister (ZVR)
- Zollinformationssystem (ZIS)